# Stefano Venier
Stefano Venier (Udine, 3 aprile 1963) è un dirigente d'azienda italiano, è stato amministratore delegato di Snam fino al 14 maggio 2025, uno dei principali operatori europei dell’energia, attivo nel trasporto, stoccaggio e rigassificazione di gas naturale. In precedenza, dal 2014 al 2022, ha ricoperto il ruolo di amministratore delegato del Gruppo Hera.

## Biografia

### Formazione
Si è laureato in Scienze matematiche e fisiche con indirizzo informatica all'Università degli Studi di Udine e successivamente ha conseguito un Master in Economia dell’Energia e dell’Ambiente presso la Scuola Enrico Mattei.

### Carriera
Ha iniziato la propria carriera professionale nel maggio del 1987 nella società friulana Zanussi, parte del Gruppo Electrolux, dove si è occupato di automazione industriale.
Nel 1989 è entrato nell'azienda petrolchimica EniChem, parte del gruppo Eni, ricoprendo vari ruoli, tra cui Assistente Pianificazione Strategica, Responsabile Analisi di Mercato ed in seguito di Progetti Strategici.
Nel 1996 è approdato nella società di consulenza manageriale A.T. Kearney, occupandosi dei settori Energy, Utilities e Telecomunicazioni e, nel 2002, ha assunto la carica di Vice President Energy & Utilities.
Nel 2004 è passato nel Gruppo Hera, multiutility attiva principalmente in Emilia-Romagna, Marche, Veneto e Friuli-Venezia-Giulia. Ha inizialmente ricoperto il ruolo di Direttore Business Development e Pianificazione Strategica, diventando poi nel 2008 Direttore Generale Sviluppo e Mercato. Infine, nell’aprile 2014, è stato nominato Amministratore Delegato, incarico che ha mantenuto fino alla primavera del 2022. Nel corso del suo mandato il Gruppo ha intrapreso un percorso orientato alla sostenibilità e all'economia circolare, entrando a far parte della Fondazione Ellen MacArthur nel 2017 e dell'Alleanza per l'Economia Circolare nel 2020.
A marzo 2022 è stato nominato Amministratore Delegato di Snam, carica che copre attualmente.
In data 14 maggio 2025, il mandato di Stefano Venier è terminato in quanto l'assemblea degli azionisti ha nominato Agostino Scornajenchi nuovo amministratore delegato.
Sin dall'inizio del suo mandato, conciso con l’aggravarsi del conflitto russo-ucraino in seguito all’invasione russa dell'Ucraina del 2022, ha posto l'accento sulla sicurezza energetica dell'Italia e dell'Europa, promuovendo progetti infrastrutturali capaci di contribuire alla transizione energetica verso un'economia decarbonizzata.
Sotto la sua guida, Snam ha acquisito le FSRU "Golar Tundra" (ribattezzata Italis LNG nel 2024) e "BW Singapore", navi galleggianti per lo stoccaggio e la rigassificazione di gas naturale, con una capacità di stoccaggio di 170.000 metri cubi ciascuna e una capacità di rigassificazione di 5 miliardi di metri cubi all'anno. Nel 2024 sono iniziati i lavori per la Linea Adriatica, il più grande progetto infrastrutturale di trasporto del gas in Italia degli ultimi dieci anni, che incrementerà di 10 miliardi di metri cubi annui la capacità di trasporto lungo la direttrice sud-nord.
In parallelo, ha anche rafforzato l’impegno di Snam verso la neutralità carbonica, adottando un approccio che coinvolge l'intera catena del valore, inclusi i fornitori. L'azienda ha ampliato la propria strategia di sostenibilità, integrando tematiche legate all'innovazione, alle persone e alle comunità locali.
Snam è anche diventato il primo operatore globale nel settore del trasporto gas a unirsi al programma Corporate Engagement di Science Based Target for Nature (SBTN), fissando l'obiettivo di generare un impatto positivo sulla biodiversità in tutti i cantieri entro il 2027.
Stefano Venier ha inoltre promosso un approccio duale all'innovazione (“dual track innovation”). Da un lato, ha sviluppato l'iniziativa SnamTEC, un programma di innovazione applicata alle operazioni; dall'altro, ha favorito l'open innovation, collaborando con startup, università e centri di ricerca.
Dal 2018 Stefano Venier è membro del Consiglio di Amministrazione della MIB Trieste School of Management e dal 2022 è Amministratore non esecutivo di Industrie De Nora, una società partecipata da Snam.
Da novembre 2022 fa parte del consiglio di amministrazione della Fondazione Snam ETS, la fondazione d’impresa di Snam, con la quale è impegnato in iniziative di volontariato aziendale, come ad esempio in occasione della Giornata mondiale dell'alimentazione.

## Articoli
- Filippo M. Bocchi e Stefano Venier, Misurare il valore condiviso, su hbritalia.it. URL consultato il 1º aprile 2022.
- (EN) Stefano Verde e Stefano Venier, Hera Group: The Path Towards Shared Value and Circularity, su springerprofessional.de. URL consultato il 1º aprile 2022.
- Stefano Venier, Dal business dell’innovazione all’innovazione del business, su hbritalia.it. URL consultato il 1º aprile 2022.
- Non sacrificare l’economia circolare sull’altare della ripresa economica, su Energia, 28 maggio 2020. URL consultato il 20 aprile 2022.
- Stefano Venier, Ceci n'Est Pas une Transition, su astrolabio.amicidellaterra.it. URL consultato il 1º aprile 2022.
- Fabio Ferrari e Stefano Venier, “Il matematico fuori posto” in “L’intelligenza artificiale non esiste”, su glistatigenerali.com, Il Sole 24 Ore, 2022.
- “Il ritorno del trilemma dell’energia” in Progetto Macrotrends 2022-2023, su hbritalia.it, Harvard Business Review Italia, 2022.
- L'indipendenza energetica dell'Italia passa da un trilemma, su ilfoglio.it, 29 novembre 2022.
- “Dalla policrisi alla polisicurezza” in Progetto Macrotrends 2023-2024, su ambrosettilive.com, Harvard Business Review Italia, 2023.
- Transizione energetica: servono pragmatismo, fiducia e regole chiare, su quotidiano.net, 2 dicembre 2023.
- Ridondanza infrastrutturale, per coniugare sicurezza e transizione, su rivistaenergia.it, Rivista Energia 2.23, 2023.
- Il sentiero stretto tra policrisi e Net-Zero, su rivistaenergia.it, Rivista Energia 3.24, 2024.

## Interviste
- Una bussola per le organizzazioni, Podcast Innovazione 2020 “Alla Ricerca del purpose, il senso delle organizzazioni” in partnership con Gruppo Hera, 2020 (in Italiano)
- Snam, oltre 10 miliardi di investimenti: un nuovo piano per il clima, Il Corriere della Sera, 2023 (in Italiano)
- From CEO to CEO - Il Valore D condividere, Podcast di Valore D, 2024 (in Italiano)
- Snam, Stefano Venier: «Gas russo sceso dal 45% al 14% in Ue, Usa primo esportatore di Gnl», Il Corriere della Sera, 2024 (in Italiano)
- Venier (Snam): «Parte il cantiere della Linea Adriatica. In un anno la burocrazia si è dimezzata», Il Messaggero, 2024 (in Italiano)
- Snam, ricavi a 3,87 mld e target confermati. Mar Rosso, in futuro possibili impatti sui prezzi, Fortune Italia, 2024 (in Italiano)
- Snam, Venier: semestre solido, aperti a M&A per creare valore, Class NCBC, 2024 (in Italiano)

## Riconoscimenti
- 2017 "Manager Utility - Servizi pubblici locali" premio AGICI[19]
- 2018 "Manager Utility" premio AGICI[20]
- 2021 "CEOforLIFE Award"[21]
- 2022 "Manager Utility" settore Energia, premio AGICI “Andrea Gilardoni”, a parimerito con Giuseppe Argirò, Amministratore Delegato di CVA[22]
- 2023 "CEOforLIFE Award" nella categoria "Environment", a fronte dell’impegno alla guida di Snam nel promuovere progetti sostenibili per "un mondo migliore, più giusto e più sostenibile"[23]